# Waldomiro Agostinho Lobo
Waldomiro Agostinho Lobo foi um político brasileiro do estado de Minas Gerais. Foi deputado estadual em Minas Gerais, pelo PTB, por quatro mandatos consecutivos, no período 1951 a 1967

.